# 金子きみ
金子 きみ（かねこ きみ、1915年2月12日 - 2009年6月23日）は、日本の小説家、歌人。本名・キミ。

## 経歴
北海道湧別町生まれ。両親は山形県からの入植者。上芭露小学校卒業後、農業に従事。10代の頃から口語自由律短歌をつくりはじめ、並木凡平の「新短歌時代」に寄稿。1938年に歌集『草』を出版、「農民短歌」として評判になる。1940年に結婚するまで、夏は北海道でハッカ製造に従事し、農閑期には東京の姉夫婦のもとで暮らすという生活を送った。義兄は陸軍画報社の社長を務めた中山正男であり、彼の紹介により陸軍画報の編集者と結婚した。
1957年に小説『裏山』で「婦人生活」懸賞小説で一位となり、小説家としてデビュー。1982年、小説『東京のロビンソン』で第11回平林たい子文学賞受賞。
2009年6月23日、肺炎のため奈良県大和郡山市内の病院にて死去。額安寺に眠る。同じ口語自由律歌人であった宮崎信義とは深い親交があり、彼の弟子である光本恵子によって評伝『金子きみ伝』『わたしの骨にとまる蝶』が書かれている。

## 著書
- 藪踏み鳴らし 1965. 南北社新鋭創作叢書
- 砂丘  養神書院、1967.
- 雪と風と青い天 太平出版、1967.
- ブラジルの霜 長篇小説 家の光協会、1978.4.
- 東京のロビンソン 有朋舎、1982.7.
- 草色の蛇 北海道新聞社、1988.10.
- 草の分際 金子きみ歌集 金子晴彦編 短歌新聞社、2005.10. 未来山脈叢書
- 金子きみ短歌作品集 夢の中のはしご アズ・ファクトリー、2012.8.

## 参考
- 文芸年鑑